# Filferro d'arç

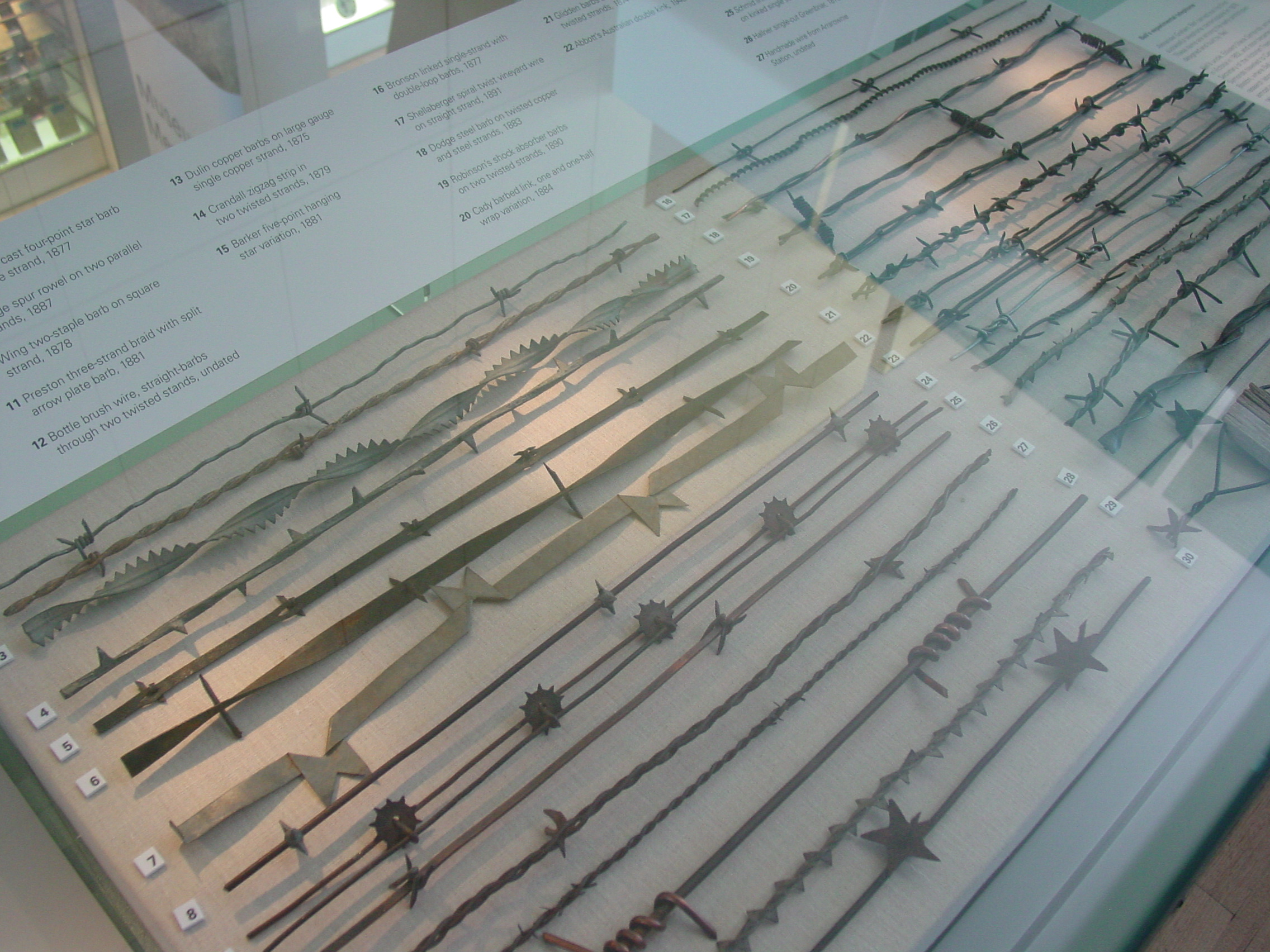
Diferents tipus de filferro d'arç

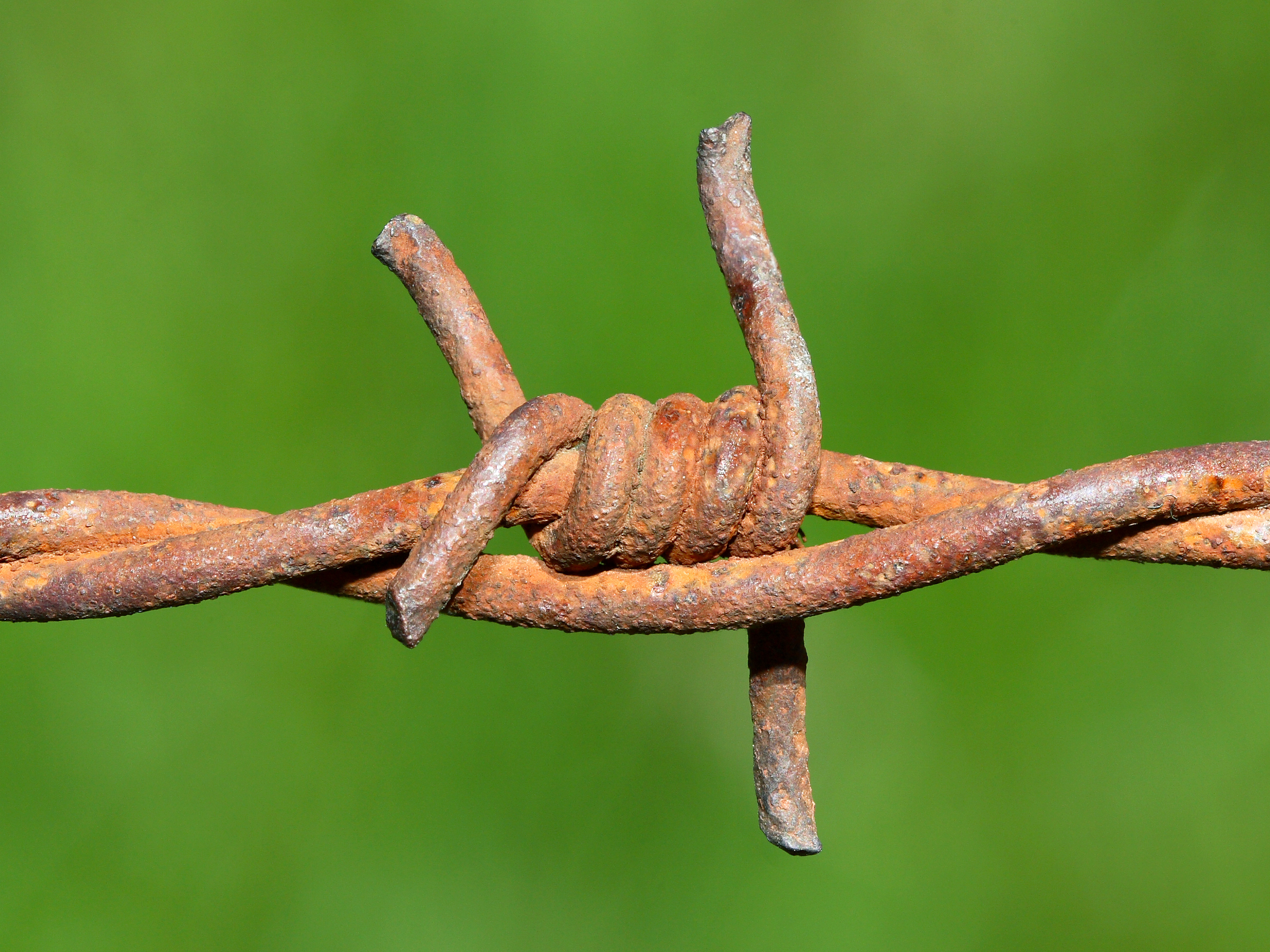
Filferro d'arç rovellat.

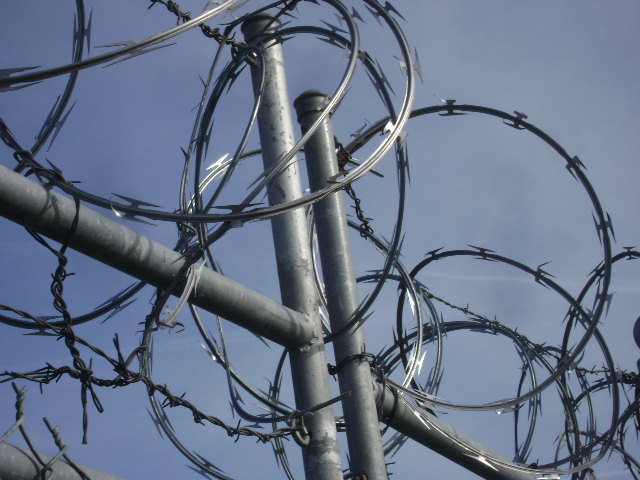
Filat de ganivetes a dalt d'una tanca

El filferro d'arç, filferro espinós, filferro de punxes és un tipus de filferro utilitzat com a obstacle. Les barreres de filferro d'arç poden arribar a tenir diversos metres de gruix i d'altura, formant una atapeïda malla de filferro amb punxes o amb elements tallants. Originalment, filats com aquests no van ser creats a propòsit, sinó accidentalment, en ajuntar en poc espai les restes de filats tradicionals danyades per atacs d'infanteria.
Avui, en molts llocs rurals del món, aquest filferro s'usa per a materialitzar fronteres, o voltar certs llocs restringits, la qual cosa evita així certs intrusos. Recentment, un nou estil d'aquests filferros es col·loca sobre els reixats, per exemple, de les presons. Aquest nou estil consisteix més en làmines de filferro que dels antics filferros filosos, ja que fa servir unes làmines afilades de filferro, soldades a un filferro.
Els filats de punxes, que juntament amb les metralladores, van ser les responsables del gran nombre de baixes en la guerra de trinxeres de la Primera Guerra Mundial.
Actualment, per a impedir el passatge de persones s'usen també els filats de fulles o ganivetes.